# João Bemoí
D. João Bemoí, Bemohi ou Bemoim foi um príncipe africano senegalês do século XV.

## Biografia
Soba dos uolofes, tribo entre o Senegal e a Gâmbia, tinha a sua autoridade local gravemente afectada, pelo que veio em 1488 a Lisboa para pedir auxílio ao Rei de Portugal, D. João II, contra os seus inimigos. D. João II, no interesse de estabelecer alianças e autoridade através dos regentes locais, enviou uma armada de 20 caravelas. No entanto, esta decisão ocultava a verdadeira natureza da missão, que era a de construir uma fortaleza nas costas do Senegal, devendo Pero Vaz da Cunha tomar capitania quando terminada. No entanto não foi bem sucedido e a expedição acaba tragicamente.
Abjurou o Islamismo e foi baptizado com o seu séquito, tendo recebido o nome Cristão português de João, por ser seu Padrinho o mesmo Rei. A este Príncipe concedera o Soberano de Portugal, em 1488, segundo narra João de Barros na Ásia, Década I, 1. III, Capítulo VII, f. 32, as seguintes Armas: de vermelho, com cruz de ouro; bordadura de prata, com cinco escudetes de azul, carregados cada um de cinco besantes de prata, postos em sautor; timbre: desconhecido.
Em 1489 tomou o caminho da Guiné, com muitos Clérigos capitaneados pelo Dominicano Pregador Régio Mestre Álvaro. Desgraçadamente, e com grande mágoa de D. João II, o Comandante da Armada, Pero Vaz Bisagudo ou Pero Vaz da Cunha, matou-o por suspeitas, ao chegar à foz do Rio Senegal.
Chegados à foz do Rio Senegal e iniciada a construção da fortaleza, Pero Vaz da Cunha assassina Bemoin por suspeitas de traição. João de Barros diz o seguinte sobre este episódio: "o que mais condenou à morte D. João Bemoin foi começar alguma gente adoecer por seu lugar, doentio que ele, Pero Vaz, mais temeu que a traição, como quem havia de ficar na fortaleza, depois que fosse feita" (Década I, Livro III, Capítulo VIII). Por este facto não mais foi chamado pela coroa para desempenhar qualquer outra missão.